# 高森鉱山職員スキー遭難事故
高森鉱山職員スキー遭難事故（たかもりこうざんしょくいんスキーそうなんじこ）とは、1939年2月1日に青森県上北郡天間林村（現在の七戸町）にあった高森鉱山の職員がスキーにて田代元湯に向かったところ、途中の七十森山の山中にて11名が死亡した遭難事故である。

## 概要
高森鉱山は大坪川（太平洋に注ぐ七戸川の源流の1つ）上流にて大正初めに藤田組によって発見されたと言われ、後に鉱山を入手した三井栄一によって高森鉱山株式会社が作られた。後に同社は南隣に上北鉱山を発見するが、鉱山の採算性に恵まれず、1936年に上北鉱山を日本鉱業に売却し、1942年には高森鉱山を帝国鉱業開発に譲って間もなく解散した。その後、1944年に上北鉱山を立て直した日本鉱業が高森鉱山の経営権も取得して上北鉱山に事実上吸収統合された。
1939年当時、高森鉱山では毎月1日と15日が休日であったが、町から離れた場所にあったために休日の娯楽に恵まれなかった。そのため、鉱山の職員の間でスキーを使って山向こうの田代元湯に向かう日帰り旅行が計画された。
1939年2月1日、9時15分。職員17名に近隣の若者1名を加えた計18名で鉱山を出発したが、直後に職員1名が「スキーが足を合わない」ことを理由に参加を断念、結果として17名で出発することになった。
参加した17名（いずれも男性、参考文献は実名表記）は、以下の通りである（太字は最終的な生存者）。
- K・S（49歳）
- Y・T（43歳、所長代理）
- Y・K（42歳、庶務課長）
- T・N（42歳）
- H・S（36歳）
- D・I（32歳）
- A・N（31歳）
- K・M（29歳、会計主任）
- G・K（27歳）
- T・I（26歳）
- S・O（26歳）
- K・N（26歳）
- K・I（25歳）
- K・S（20歳）
- S・W（20歳）
- M・Y（20歳）
- S・O（18歳、非職員）

しかし、参加者の中で実際にスキーにて田代元湯まで行ったことがあるのが最年長のK・Sのみであった。高森鉱山から田代元湯までは約12キロメートル、ほぼ中間地点に七十森山の山頂があり、そのすぐ南側にある峠を越える予定であった。上流にある松ヶ沢を遡って山を登った一行は出発から1時間半くらい過ぎたところで吹雪に見舞われた。しかし、正午前には峠に辿り着き、間もなく降雪も落ち着いたことからそのまま先を急ぎ、午後2時頃には田代元湯に到着した。しかし、現地には人がおらず、大半の者が入浴をしないまま持参した弁当を食べると午後3時には帰路につくことになった。ところが夕方5時過ぎに七十森山を登っている最中に激しい吹雪に見舞われた。それでも雪国の生活に慣れた一行は夜の7時半頃には目的の峠にたどり着いた。しかし、往路のシュプールの跡はすでに雪で埋もれ、すっかり暗くなった山中を勘だけを頼りに鉱山に向かって突き進んだ。
夜10時頃、一行は松ヶ沢に辿り着いたと思った。しかし、それは松ヶ沢とは七十森山を挟んで反対側の駒込川（陸奥湾に注ぐ荒川の源流の1つ）上流にある七十の沢であった。一行がその事実に気付いたのは夜11時頃、駒込川上流の発電所の水門側にある小屋を見つけた時であった。しかも、一行のうち、M・YとH・Sの2名がいなくなっているのに気付いた。残った15名は直ちに会議を開いた。D・Iは「このまま沢を下れば発電所があるのは確かなのだから、このまま沢を下りるべきだ」と主張した。しかし、同僚のT・Iは駒込川方面の地理に明るい者をいないことを指摘して元来た道を引き返した方が安全だと反論、議論の空気はT・Iの意見に同調する方向に向かった。元来た道を引き返し始めた一行は2日の午前2時頃に再び七十森山の峠に到着した。しかし、風雪が収まることなく、朝まで待機した後、再び山を下った。ところが、体力を消耗した彼らの方向感覚は完全に狂っており、午前10時頃になってたどり着いたのは出発した筈の水門脇の小屋であった。しかも、更にK・IとS・Oの2名が行方知れずになっていた。なお、この間、17名がいつまでも帰ってこないことを危惧した鉱山側が捜索隊を編制しているが、一行が山の反対側に出てしまったことまでは予想がつかず、発見することが出来なかった。
ここでD・Iはやはり発電所に向かうべきだと主張したが、今度は一行の中で一番職位の高い所長代理のY・Tがやはり引き返すべきだと主張して再度引き返すことになって午前10時半に出発した。しかし、疲弊困憊した一行の中から次々と倒れる者が出て、遂には疲労困憊したS・Wは30メートルの窪地に転落してそのまま死亡、T・Nも動けなくなった（その後死亡）。ところが、ここで所長代理のY・Tが「磁石に従って北西に進めば必ず鉱山に着く、元より生還は保証しかねるが、俺と生死を共にしようとする者は来い！」と宣言して前進を始め、K・M、T・I、K・Sの3名がこれについて行って他の人々は放置されてしまう形になった。しかも、Y・Tの勘はこの時だけは正常に働き、途中の折紙山の尾根から鉱山の位置を確かめることに成功して、その日の午後2時には4名は鉱山の一角に辿り着いたのである。
4名が勝手に離脱し、2名が死亡する中で残された7名は先に離脱した4名を追いかけようとしたが、更にG・K、K・N、S・Oの3名が動けなくなり、他の4名（K・S、Y・K、D・I、A・N）は何とか雪穴を作って3名を入れ、その間に風雪で4名のシュプールを見失った末、午後3時半には七十森山の山頂に到達した。ここで4名は再び道に迷い、A・NはS・WとT・N の2名が息絶えてY・Tら4名と分かれた場所に戻って息絶え、Y・Kは先ほど自分達が掘った雪穴に戻り、そしてK・SとD・Iはまたもや水門脇の小屋にたどり着いてしまった。両者は長丁場を予想して途中で拾った木の実を食べて飢えをしのぐと一先ず雪穴に戻って3名の状況を確かめながら一夜を明かし、明日（3日）にでも発電所に向かうことで意見の一致をみた。彼らは夜になって雪穴を見つけたが3名は既に冷たくなり、自力で戻ってきたY・Kもこれ以上は動けない状態であった。それでも、まだ比較的体力に余裕があったK・SとD・Iが焚き火を焚いたりして事態を改善しようとしたが、既に冷たくなっていた3名はその日の晩に亡くなった。
2月3日朝、K・SとD・Iはまだ息のあるY・Kを連れて小屋に向かうが、そのY・Kも小屋に着くまでに息絶えてしまった。やむなく、K・SとD・Iは2人で発電所に向かうが、途中の滝壺近くで瀕死のS・Oを発見した。S・Oは2日の午前に行方不明になった2名のうちの1人で、先に倒れたK・Iを介抱している内に他の参加者とはぐれてしまい、K・Iもまた息絶えた。その時、前夜のD・Iの主張を思い出して1人で発電所に向かおうとして誤って滝に転落してしまい動けなくなっていたという。K・SとD・Iは急ぎ発電所に向かうが、K・Sも倒れ、D・Iだけが午後0時50分に発電所に飛び込んだ。直ちに救助が派遣され、K・Sは凍傷にかかっていたものの救助されたが、滝壺近くのS・Oは亡くなった後だった。最終的に助かったのは17名中6名のみであった。山中に残された8名の遺体もその後収容され、最初にはぐれたM・YとH・S も七十の沢から見て南側に大きく逸れた柴森山の西腹にて遺体で発見された。
参加者は皆鉱山に関わっているだけに、雪国・山国での生活には慣れていたものの「誰も冬山登山の経験を持っていなかった」のが事故の最大の要因である。元々日帰り旅行の積もりであった上に装備も十分ではなく、中には帽子や手袋も身に付けていなかった者もいた。更にスキー経験者で最年長者でもあるK・S、雪山を越えて鉱山に戻るよりも川を下って5キロメートル先の発電所に出た方が良いと主張し続けたD・Iがいたものの、実際の議論では職位が上であるY・Tが仕切るなど、リーダーが明確でなかったことも被害を大きくした要因であったと考えられる（K・SとD・Iは帰還し、後者はその後30年以上にわたって鉱山経営の第一線で活躍し続けた）。